# Sarah Chaksad

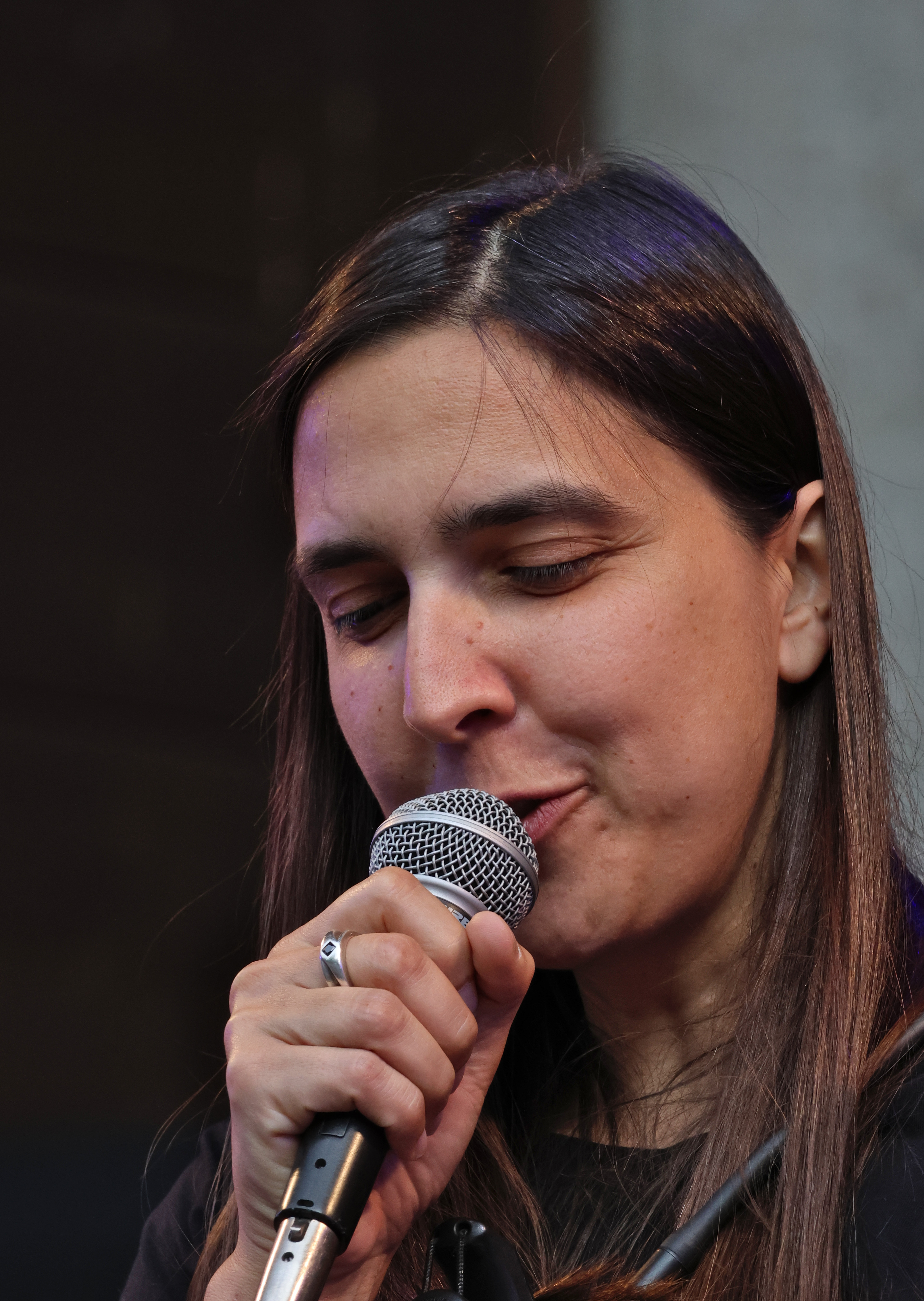
Sarah Chaksad (2024)

Sarah Chaksad (* 9. Dezember 1983 in Luzern) ist eine Schweizer Jazzmusikerin (Saxophone, Komposition) und Kulturmanagerin.

## Leben und Wirken
Chaksad, die in Wohlen aufwuchs, erhielt mit fünf Jahren Blockflöten- und Klavierunterricht; mit neun Jahren wechselte sie zum Saxophon. Auf der Kantonsschule Wohlen wurde sie von Matthias Baumann auf dem Saxophon unterrichtet. Im Rahmen des Schwerpunktfaches Musik entdeckte sie ihre Leidenschaft fürs Komponieren. Für die Matura präsentierte sie 2004 selbstkomponierte Chor-Kompositionen, die mit dem Schulchor uraufgeführt wurden. Ab 2005 besuchte sie den Vorkurs der Jazzschule Bern. Dann studierte sie an der Pädagogischen Hochschule Bern. Im Rahmen der Bachelorarbeit komponierte sie Kinderlieder und produzierte ein Liederheft mit Begleit-CD; ihre Arbeit wurde 2008 als beste Bachelorarbeit des Jahrganges ausgezeichnet. Bis 2011 absolvierte sie ein Instrumentalstudium an der Hochschule für Musik Basel bei Daniel Blanc und Domenic Landolf. Dabei begann sie sich intensiv mit Arrangement und Komposition auseinanderzusetzen und nahm Bigband-Arrangement-Unterricht bei Lars Lindvall und Kompositionsunterricht bei Guillermo Klein.
2010 gründete Chaksad die grossformatige Pop-Soul-Band Neighborship (bis 2013 Neighbourhood), deren gleichnamiges Album 2014 erschien. Seit 2012 leitet sie das (zunächst 15-köpfige) Sarah Chaksad Orchestra, für das sie auch schreibt und arrangiert. Im Sommer 2013 spielte sie mit dieser Formation ihr Master-Diplom-Konzert im Basler Jazzclub Bird’s Eye; 2015 ging sie mit ihm auf Tournee; daneben spielte sie in der Bigband von Jonas Winterhalter; zudem war sie Mitgründerin und Mitglied der Grossformation Cloud Cluster Collective. 2016 veröffentlichte sie mit dem Sarah Chaksad Orchestra ihr Debütalbum Windmond. 2019 folgte das zweite Album Tabriz bei Neuklang Records. 2023 veröffentlichte sie mit ihrem Sarah Chaksad Large Ensemble das Album Together. Zudem ist sie musikalische Leiterin und Komponistin des International Female Musicians Collective IFMC, das Jazzmusikerinnen aus Norwegen, Dänemark, Deutschland, Frankreich und der Schweiz vereint und 2017 erstmals auf Tournee ging.
Chaksad leitete von 2015 bis 2020 den Jazzcampus Club Basel und war bis Ende 2017 mitverantwortlich für das Kulturkonzept des Dampfschiff-Kulturclubs Brugg. Von 2019 bis 2022 war sie Mitglied der eidgenössischen Jury für Musik, für den Schweizer Musikpreis. Sie war als Kuratorin der Schaffhauser Jazzgespräche 2017/18/19 tätig und leitet seit 2016 mit Wolfgang Muthspiel das Focusyear im Jazzcampus in Basel (ein international ausgeschriebenes Jahresstipendium).

## Preise und Auszeichnungen
Chaksad wurde 2013 von der Stiftung Pro Argovia als Pro Argovia Artist ausgewählt und ins Förderprogramm für die Saison 2013/14 aufgenommen. 2018 erhielt sie vom Aargauer Kuratorium einen Förderbeitrag.
2020 erhielt sie vom Aargauer Kuratorium einen Werkbeitrag.

## Diskographische Hinweise
- Sarah Chaksad Orchestra: Windmond (Neuklang 2016, mit Julie Fahrer, Charles Wagner, Octave Moritz, Jonas Winterhalter, Lukas Wyss, Lukas Briggen, Lucas Wirz, Andreas Böhlen, Cédric Gschwind, Fabian Willmann, Valentin Hebel, Michael Baumann, Hagen Neye, Jan Schwinning sowie Gregor Hilbe)[8]
- Sarah Chaksad Orchestra: Tabriz (Neuklang 2019, mit Julie Fahrer, Hildegunn Øiseth, Charles Wagner, Octave Moritz, Jonas Winterhalter, Paco Andrea, Lukas Wyss, Lukas Briggen, Lucas Wirz, Andreas Böhlen, Pepe Auer, Cédric Gschwind, Fabian Willmann, Thomas Lüscher, Sebastian Gieck, Eva Klesse, Guillermo Klein sowie Wolfgang Muthspiel)[9]
- IFM Collectice: Two (2019, mit Julie Fahrer, Fabienne Hoerni, Cristina Miguel Martinez, Hildegunn Øiseth, Gunhild Seim, Lis Wessberg, Sonja Huber, Rahel Thierstein, Sandra Merk, Benita Haastrup, Ines Brodbeck)
- Songlines (Clap Your Hands 2021, mit Lisette Spinnler, Hildegunn Øiseth, Pepe Auer, Malcolm Braff, Marc Mezgolits, Gregor Hilbe)
- Sarah Chaksad Large Ensemble: Together (Clap Your Hands 2023, mit Yumi Ito, Hildegunn Øiseth, Paco Andreo, Lukas Wyss, Sophia Nidecker, Fabian Willmann, Christoph Bösch, Catherine Delaunay, Julia Hülsmann, Fabio Gouvea, Dominique Girod, Eva Klesse, Misagh Joolaee)